# Hugo Stoltzenberg
Hugo Gustav Adolf Stoltzenberg (27 de abril de 1883 - 14 de enero de 1974) fue un químico alemán asociado con las actividades clandestinas de guerra química del gobierno alemán a principios de la década de 1920.
Stoltzenberg fue un estrecho colaborador del premio Nobel Fritz Haber, el padre de la guerra química alemana.: 163–166   Ambos colaboraron en la eliminación de materiales de guerra química y la construcción de plantas de fabricación en La Marañosa, cerca de Madrid (España), la Unión Soviética y Alemania.

## Primeros años
Stoltzenberg nació el 27 de abril de 1883 en Strengen, cerca de Landeck, Tirol. Su padre, Karl Theodor Stoltzenberg (1854-1893), era ingeniero. Stoltzenberg asistió a la escuela en Viena, Leipzig y East Cambridge, y completó su Abitur en 1904 en Fráncfort del Óder. De 1905 a 1907 estudió derecho, luego matemáticas y finalmente química en Halle. En 1907 viajó a Gießen durante un año. Regresó a Halle y fue asistente de Daniel Vorländer hasta 1910. En 1911, se convirtió en asistente de Heinrich Biltz en Breslau y conoció a la química Margarete Bergius, hermana de Friedrich Bergius, con quien se casó en 1915.

## Primera Guerra Mundial
Stoltzenberg fue el principal protagonista de la Segunda Batalla de Ypres (22 de abril al 25 de mayo de 1915) en Bélgica, donde los alemanes utilizaron gas venenoso por primera vez en el frente occidental. El primer ataque con gas se produjo contra soldados canadienses y también contra una fuerza compuesta en su mayoría por soldados coloniales del África francesa conocida como tropas coloniales francesas. El gas utilizado fue cloro gaseoso. El gas mostaza, también llamado Yperita por el nombre de esta ciudad, también se utilizó por primera vez cerca de Ypres en el otoño de 1917.
Antes de eso, Stoltzenberg se había lesionado el ojo en un incidente con una bombona de cloro gaseoso que explotó y le dejó ciego del ojo izquierdo.

## Años de entreguerras
Después del final de la Primera Guerra Mundial, Stoltzenberg participó en la limpieza de las reservas de agentes de guerra química en Lüneburg Heath en Baja Sajonia, Alemania, entre 1920 y 1925. Muchos de esos agentes fueron vendidos a Estados Unidos y Suecia, mientras que el resto fue llevado a "Chemische Fabrik Stoltzenberg", su propia empresa en Hamburgo.

## Participación en la guerra del Rif
Stoltzenberg construyó una estrecha relación con el gobierno español. Firmó un contrato para ayudar plenamente al establecimiento de la planta química Fábrica Nacional de Productos Químicos de La Marañosa (San Martín de la Vega). La fábrica produjo agentes de guerra química (incluidas bombas de gas mostaza) para el Ejército Español, que fueron empleadas entre 1923 y 1926 contra los rifeños rebeldes durante la guerra del Rif en el Marruecos español. Posteriormente se nacionalizó español siendo ingeniero jefe de la planta.

## Otros contratos
En 1923 firmó su segundo contrato. Los soviéticos querían modernizar su arsenal químico y pidieron a Stoltzenberg que se convirtiera en ingeniero jefe para reemplazar la planta de cloro gaseoso en Saratov por una moderna planta de gas mostaza. Dejó sus esfuerzos de colaboración alrededor de 1928 y se dirigió a trabajar en la planta de Ravinica en Yugoslavia antes de trabajar en Brasil entre 1937 y 1942.
A su regreso a Alemania, instaló un nuevo laboratorio que producía “ cianuro de hidrógeno de liberación programada”, que fue patentado en Reino Unido.

## Años posteriores
Stoltzenberg se unió al Partido Nazi en plena Segunda Guerra Mundial. Continuó su investigación en su laboratorio de Hamburgo antes de venderlo en 1969. Murió en 1974.